# NGC 3963
NGC 3963 ist eine Balken-Spiralgalaxie vom Hubble-Typ SBbc im Sternbild Großer Bär am Nordsternhimmel. Sie ist schätzungsweise 146 Millionen Lichtjahre von der Milchstraße entfernt und hat einen Durchmesser von etwa 115.000 Lichtjahren. Gemeinsam mit NGC 3958 bildet sie ein gravitativ gebundenes Galaxienpaar und ist das hellste Mitglied der NGC 3963-Gruppe (LGG 251).
Die Typ-Ic-Supernova SN 1997ei wurde hier beobachtet.
Das Objekt wurde am 18. März 1790 vom deutsch-britischen Astronomen Wilhelm Herschel entdeckt.

## NGC 3963-Gruppe (LGG 251)
| Galaxie   | Alternativname | Entfernung / Mio. Lj |
| --------- | -------------- | -------------------- |
| NGC 3770  | PGC 36025      | 149                  |
| NGC 3809  | PGC 36263      | 158                  |
| NGC 3894  | PGC 36889      | 148                  |
| NGC 3895  | PGC 36907      | 145                  |
| NGC 3958  | PGC 37358      | 154                  |
| NGC 3963  | PGC 37386      | 146                  |
| PGC 36655 | UGC 6732       | 137                  |